# Georges Renaud
Georges Renaud, né le 8 janvier 1893 à Nancy, mort le 28 juillet 1975 à Peille, est un maître d'échecs français, théoricien et organisateur de tournois.
Il gagne le premier championnat de France d'échecs à Paris en 1923 et représente la France à la première Olympiade non officielle d'échecs, également à Paris en 1924 et à la première Olympiade d'échecs à Londres en 1927.
Son ouvrage le plus connu, devenu un classique de l'art des échecs, est L'Art de faire le mat, publié en 1947, traduit et édité plusieurs fois en anglais, plusieurs fois réédité en France. 
Il a aussi écrit des manuels pour d'autres jeux, tels les mots croisés et la belote pour les éditions Le Triboulet à Monaco.

## Publications
Georges Renaud est l'auteur de :
- avec Alain Campbell White :
  - Le Problème d'échecs, éd. La Stratégie, Paris, 1924 ;
- avec Victor Kahn, aux éditions Le Triboulet, Monaco :
  - Les Échecs, 1945, 9 rééditions jusqu'en 1950 ;
  - L'Art de faire le mat, 1947, rééditions : Le Pion Passé (sd), Cahiers Saint-Germain (1981), Payot (1997)  (ISBN 978-2-228-89097-7) ;
  - Les Six Candidats au championnat du monde des échecs 1948, 1948 ;
  - La Partie espagnole (Partie Lopez), 1949 ;
  - Les Échecs dans le monde - année 1951, 1952[3].
- avec Georges Parant :
  - L'écarté. Monaco : Le Triboulet, 1944 ("Nouvelle Académie des Jeux", n° 5)

Georges Renaud est aussi l’auteur (seul) de :
- - Apprenons rapidement à jouer à la belote. Monaco : Le Triboulet, 1944 (n° 4).
  - Apprenons rapidement à jouer aux échecs. Monaco : Le Triboulet, 1945 (n° 11).
  - Les mots croisés. Monaco : Le Triboulet, 1945 ("Nouvelle Académie des Jeux")
  - La belote. Monaco : Le Triboulet, 1945 ("Nouvelle Académie des Jeux", n° 10). Réédité en 1951.
  - Apprenons rapidement à jouer aux mots croisés. Monaco : Le Triboulet, 1946 (n° 14).